# Katalog Terzana

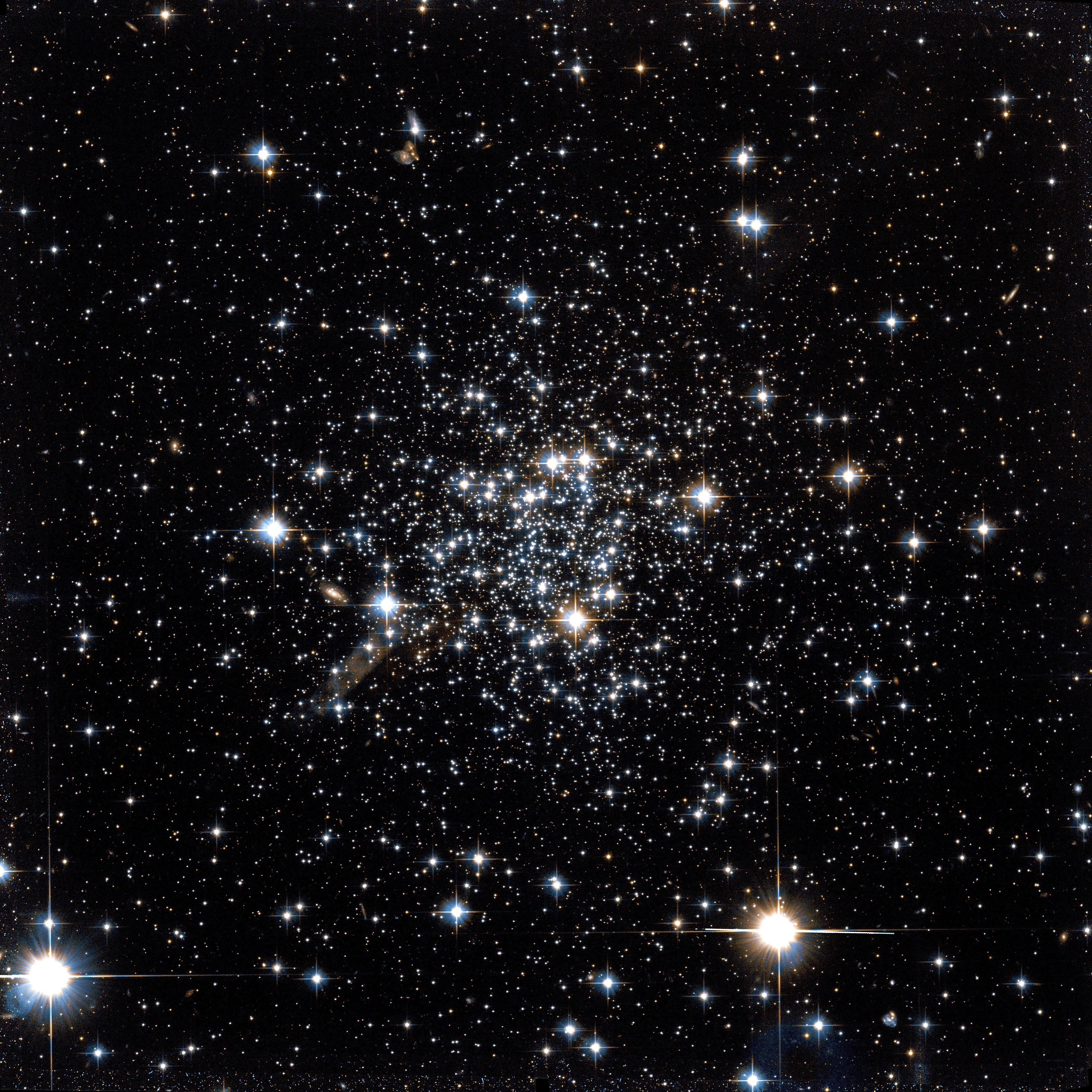
Gromada kulista Terzan 7 (HST)

Katalog Terzana – katalog astronomiczny zawierający 11 gromad kulistych ukrytych za galaktycznym centrum Drogi Mlecznej, widocznych w podczerwieni, odkrytych przez francuskiego astronoma Agopa Terzana. Początkowo, w wyniku błędu, katalog ten zawierał 12 gromad przy czym gromada Terzan 5 znalazła się w nim po raz drugi jako Terzan 11. Błąd ten został naprawiony poprzez zmianę nazwy gromady Terzan 12 na Terzan 11.

## Dane obserwacyjne
| Obiekt    | Gwiazdozbiór | Rektascensja (J2000) | Deklinacja (J2000) | Wielkość gwiazdowa | Rozmiar kątowy |
| --------- | ------------ | -------------------- | ------------------ | ------------------ | -------------- |
| Terzan 1  | Skorpion     | 17h 35m 47,8s        | -30° 28′ 11″       | 13,9               | 2,4'           |
| Terzan 2  | Skorpion     | 17h 27m 33,4s        | -30° 48′ 08″       | 14,29              | 0,7'           |
| Terzan 3  | Skorpion     | 16h 28m 40,1s        | -35° 21′ 13″       | 12,0               | 4,0'           |
| Terzan 4  | Skorpion     | 17h 30m 38,9s        | -31° 35′ 44″       | 16,0               | 0,7'           |
| Terzan 5  | Strzelec     | 17h 48m 04,9s        | -24° 48′ 45″       | 13,85              | 2,1'           |
| Terzan 6  | Skorpion     | 17h 50m 46,4s        | -31° 16′ 31″       | 13,85              | 1,2'           |
| Terzan 7  | Strzelec     | 19h 17m 43,7s        | -34° 39′ 27″       | 12,0               | 6,0'           |
| Terzan 8  | Strzelec     | 19h 41m 45s          | -34° 00′ 01″       | 12,4               | 4,4'           |
| Terzan 9  | Strzelec     | 18h 01m 38,8s        | -26° 50′ 23″       | 16,0               | 1,5'           |
| Terzan 10 | Strzelec     | 18h 02m 57,4s        | -26° 04′ 00″       | 14,9               | b. d.          |
| Terzan 11 | Strzelec     | 18h 12m 15,8s        | -22° 44′ 31″       | 16,4               | 1,5'           |